# R.A.D. Robotic Alchemic Drive
R.A.D. Robotic Alchemic Drive (ギガンティックドライブ, Gigantic Drive) est un jeu vidéo d'action développé par Sandlot et édité par Enix, sorti en 2002 sur PlayStation 2.